# Nenad Erić
Nenad Erić (serbisch-kyrillisch Ненад Ерић; kasachisch Ненад Эрич, Nenad Eritsch; * 26. Mai 1982 in Požega, SR Serbien, SFR Jugoslawien) ist ein kasachischer Fußballtorhüter serbischer Herkunft, der aktuell ohne Verein ist.

## Karriere
Nenad Erić begann seine Karriere 1999 beim serbischen Klub FK Sloga Požega. 2002 spielte er beim FK Šumadija Radnički 1923. Nach einer Saison ging er zum OFK Belgrad, wo er bis 2007 unter Vertrag stand und mehrmals ausgeliehen wurde. Die Saison 2007/08 verbrachte er beim FK Borac Čačak. 2008 wurde der Torhüter vom russischen Zweitligisten FK Sibir Nowosibirsk verpflichtet und an Dynamo Barnaul ausgeliehen. Zur Saison 2010 wechselte Erić zum kasachischen Erstligaaufsteiger Kairat Almaty und war dort seit Saisonbeginn Stammtorhüter. 2011 wurde er vom Ligarivalen Lokomotive Astana unter Vertrag genommen. 2014 nahm er die kasachische Staatsbürgerschaft an. Nach zehn Jahren bei Lokomotive Astana – mittlerweile unter dem neuen Namen „FC Astana“ – lief sein Vertrag aus.

## Erfolge
- Kasachischer Meister: 2014, 2015, 2016, 2017, 2018, 2019